# Couvent de Sant Francesc de Benicarló
Le couvent de Sant Francesc (en espagnol : Convento de San Francisco) est un couvent situé dans la commune de Benicarló, dans la Communauté valencienne (Espagne), au coin des rues Sant Francesc et de la Pau. C'est une construction du XVIIIe siècle. Depuis  2005, il est le siège du MUCBE (Centre Cultural Convent Sant Francesc – Museu de la Ciutat de Benicarló, en français : Centre Cultural Couvent Sant Francesc – Musée de la Cité de Benicarló).

## Histoire
Le couvent a été fondé le 15 juin 1578 par une communauté de frères franciscains alcantarins, à l'extérieur des murs de la ville de Benicarló, sur le chemin de Càlig, et la construction était très simple en 1665. Postérieurement, à la fin du XVIIe siècle et durant tout le XVIIIe siècle, on a effectué d'importants agrandissements et modifications, qui se sont terminés au début de l'an 1791, date inscrite sur la façade de l'édifice.
En 1836, la Desamortització de Mendizábal a provoqué le départ de la communauté franciscaine, et l'édifice a été utilisé de diverses manières : écoles d'instruction publique (1843-1920), hôpital de la Charité (une partie), caserne de la Guàrdia Civil de (1923-1973) et, postérieurement, atelier municipal. En 1995, avec la création d'une «Escola Taller», a commencé la restauration et la revalorisation de son environnement, avec la destruction de quelques maisons que cachaient la façade, et le 25 juin 2005, le bâtiment a été inauguré comme le «Centre Cultural Convent Sant Francesc – Museu de la Ciutat de Benicarló (MUCBE)». Aujourd'hui, l'église attend encore d'être réhabilitée.

## Architecture

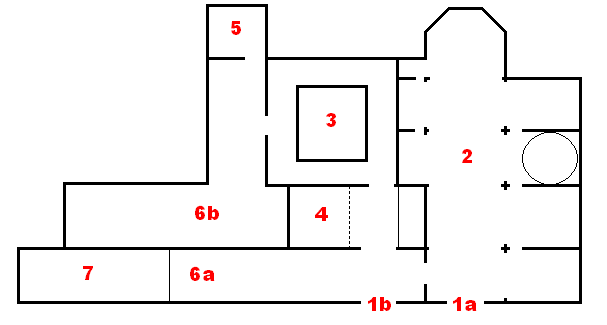
Plan du Couvent.
Parties: 1a. Porte de l'église, 1b. Portail du Couvent, 2. Église. 3. Cloître, 4-5. Escaliers, 6a-6b. Dépendances, 7. Grenier

### Structure
Le couvent et son jardin, aujourd'hui disparu, occupaient une surface de 2 000 m2, dont 800 m2 étaient réservés à l'édifice. L'organisation du couvent s'articule autour d'un petit cloître. Sur un des côtés se trouve l'église et, entourant le cloître sur deux autres côtés, deux bâtiments allongés servaient de dépendances conventuelles, dont le premier, transversal à l'église, prolonge la façade principale. Ces bâtiments possèdent deux étages, excepté celui à l'extrême gauche de la façade qui possède un troisième étage, qui a été construit pour servir comme grenier.
Tout cet ensemble est construit en maçonnerie avec un mortier de chaux, excepté le cloître qui est fait avec des briques. Les angles sont renforcés par des pierres de taille et les murs ont de bonnes fondations. L'ensemble est couvert de tuiles excepté une partie en terrasse.

### Église
L'église est formée d'une seule nef, de 20 m de large, divisée en quatre travées par des arcs à plein cintre qui retombent sur des piliers adossés. L'édifice est éclairé par des lunettes et possède une abside pentagonale. Dans la première travée se trouve un chœur surélevé, couvert par une voûte appareillée. La seconde travée est couverte par une voûte d'arête, les deux suivantes, par une voûte plein cintre et, l'abside, par une voûte d'arête sexpartite. Du côté de l'épître se trouvent la chapelle de la Communion, couverte par une coupole, et d'autres dépendances. Les arcades latérales dépassent en hauteur les piliers, au-dessus de l'entablement, pour essayer de reproduire la structure d'un temple antique.

### Façade

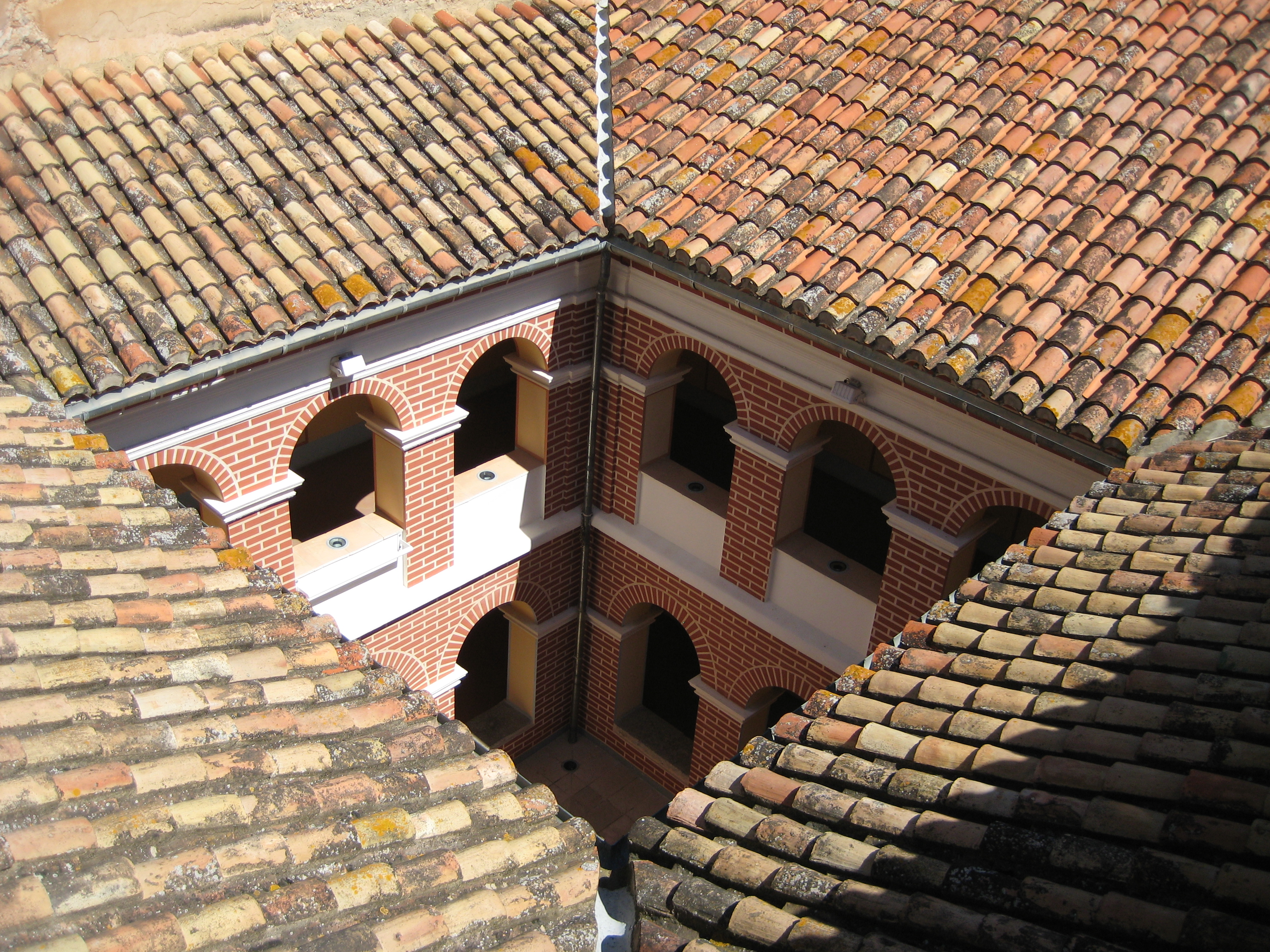
Cloître

La façade de l'église est centrée sur un portail simple avec un linteau et des pieds-droits en pierre de taille. Au-dessus de portail, en remontant vers la corniche, on trouve une petite niche avec la statue du saint titulaire, une grande fenêtre rectangulaire, un cadran solaire et un œil de bœuf. La corniche mixtiligne moulurée surmontée par des boules et des pyramides, est couronnée au centre par un élégant clocheton. Cette façade est prolongée par celle du couvent, sur une longueur totale de 53,5 m.

### Cloître
Le cloître, à deux étages est couvert par une voûte d'arête, et s'ouvre de chaque côté par trois arcs à plein cintre, qui retombent sur de grands piliers.

## Protection
La procédure de déclaration de monument historico-artistique du couvent a été lancée avec la résolution publiée dans le BOE du 29 juillet 1982. Le Décret 169/2007, du 28 septembre, du Conseil, a déclaré le couvent « Bé d'Interès Cultural » (Bien d'Intérêt Culturel), et le catalogue de monument.

## Sources
- (ca) Cet article est partiellement ou en totalité issu de l’article de Wikipédia en catalan intitulé « Convent de Sant Francesc de Benicarló » (voir la liste des auteurs).